# Iwanowka (Region Altai, Jegorjewski)
Iwanowka (russisch Ивановка) ist ein Selo (Dorf) in der russischen Region Altai. Der Ort gehört zur Landgemeinde Perwomaiski selsowet im Jegorjewski rajon. Gemäß der letzten Volkszählung von 2010 ist der Ort unbewohnt.

## Geographie
Iwanowka befindet sich 23 Kilometer nordöstlich vom Rajonzentrum Nowojegorjewskoje. Der Gemeindesitz Perwomaiskoje liegt 13 Kilometer südlich. Die nächste Bahnstation ist Mamontowo an der Strecke von Barnaul in das kasachische Semei 19 Kilometer südöstlich.

## Bevölkerungsentwicklung
| Jahr | Einwohner |
| ---- | --------- |
| 1926 | 427       |
| 1931 | 149       |
| 1939 | 386       |
| 1959 | 444       |
| 1970 | 309       |
| 1979 | 173       |
| 1989 | 76        |
| 2002 | 101       |
| 2010 | 0         |

Anmerkung: Volkszählungsdaten